# Max Lang (Gewichtheber)
Max Lang (* 6. Dezember 1992 in Calw) ist ein deutscher Gewichtheber. Er gewann die Deutsche Meisterschaft im Gewichtheben in den Jahren 2014, 2016 und 2017 in der Gewichtsklasse bis 77 kg und die Deutsche Meisterschaft im Gewichtheben im Jahr 2019 in der Gewichtsklasse bis 81 kg. Aktuell startet er in der Gewichtsklasse bis 73 kg.

## Leben
Max Lang wurde in Calw, Baden-Württemberg geboren und wuchs in Ostelsheim auf. Dort begann er als Jugendlicher mit Fußball, weil er zunächst das Ziel verfolgte, Profifußballer zu werden. Im Jahre 2004 zog er mit seiner Familie ins sächsische Drebach. Dort spielte er in einer Sportschule und dem dazugehörigen Internat in Chemnitz weiterhin Fußball. Bis 2007 spielte er im Fußballverein Chemnitzer FC. Um auf der Sportschule bleiben zu können, musste sich Lang nach einer anderen Sportart umschauen und entschied sich für das Gewichtheben. Seit 2007 ist er Gewichtheber und nahm auch an der internationalen Deutschen Jugendmeisterschaft in Frankfurt (Oder) teil und erreichte den 5. Platz. Ein Jahr später gewann er die Deutsche Meisterschaft in Plauen in seiner damaligen Gewichtsklasse bis 56 kg. Im Jahre 2009 machte er seinen Realschulabschluss und begann daraufhin eine Ausbildung zum Verwaltungsfachangestellten. Nach Abschluss der Ausbildung zog Lang nach Leimen und trat der Sportfördergruppe der Bundeswehr als Sportsoldat bei. Es folgten mehrere Teilnahmen und Siege auf Nationaler Ebene.
Seine erste internationale Teilnahme war bei den Europameisterschaften in Amiens für Deutschland. Dort schaffte er es mit seiner Gesamtleistung auf den 10. Platz. 2012 konnte er sich bei der U23-Europameisterschaft in Eilat um drei Plätze verbessern. 2014 gewann er die Deutsche Meisterschaft sowohl im Reißen als auch im Stoßen, welche in Obrigheim stattfand. Bei seiner ersten Teilnahme an einer Weltmeisterschaft in Almaty für Deutschland erreichte er den 14. Platz. Bei den Europameisterschaften 2021 konnte er die Goldmedaille im Stoßen gewinnen.
Am 24. November 2024 hat Max Lang in einem Video über Instagram verkündet, nicht mehr bei internationalen Wettkämpfen teilnehmen zu wollen.

## Statistiken

### Wettkampfbilanz (Übersicht)
| Jahr | Turnier                         | Austragungsort   | Zweikampf | Platz | Reißen   | Platz | Stoßen   | Platz | Gewichtsklasse |
| ---- | ------------------------------- | ---------------- | --------- | ----- | -------- | ----- | -------- | ----- | -------------- |
| 2007 | Intern. Dt. Jugendmeisterschaft | Frankfurt (Oder) | 148,0 kg  | 5     | 65,0 kg  | 5     | 83,0 kg  | 5     | bis 56 kg      |
| 2008 | Dt. Junioren-Meisterschaften    | Plauen           | 188,0 kg  | 1     | 83,0 kg  | 1     | 105,0 kg | 1     | bis 56 kg      |
| 2008 | Junioren-Europameisterschaften  | Amiens           | 188,0 kg  | 10    | 83,0 kg  | 5     | 106,0 kg | 7     | bis 56 kg      |
| 2008 | Intern. Dt. Jugendmeisterschaft | Ohrdruf          | 207,0 kg  | 1     | 90,0 kg  | 1     | 117,0 kg | 1     | bis 62 kg      |
| 2008 | Dt. Meisterschaft Herren        | Rodewisch        | 214,0 kg  | 4     | 93,0 kg  | 4     | 122,0 kg | 2     | bis 62 kg      |
| 2008 | Dt. Meisterschaft Junioren      | Rodewisch        | 214,0 kg  | 4     | 93,0 kg  | 4     | 122,0 kg | 2     | bis 62 kg      |
| 2009 | Länderpokal Jugend              | Plauen           | 220,0 kg  | 1     | 100,0 kg | 1     | 120,0 kg | 1     | bis 62 kg      |
| 2009 | Dt. Meisterschaft Herren        | Ladenburg        | 218,0 kg  | 1     | 97,0 kg  | 1     | 121,0 kg | 1     | bis 62 kg      |
| 2009 | Dt. Meisterschaft Junioren      | Ladenburg        | 218,0 kg  | 1     | 97,0 kg  | 1     | 121,0 kg | 1     | bis 62 kg      |
| 2009 | Dt. Meisterschaft Jugend        | Schifferstadt    | 225,0 kg  | 1     | 97,0 kg  | 1     | 124,0 kg | 1     | bis 62 kg      |
| 2010 | Intern. Dt. Jugendmeisterschaft | Obrigheim        | 260,0 kg  | 1     | 115,0 kg | 1     | 145,0 kg | 1     | bis 69 kg      |
| 2010 | Länderpokal                     | Meißen           | 245,0 kg  | 1     | 110,0 kg | 1     | 135,0 kg | 1     | bis 69 kg      |
| 2010 | Dt. Meisterschaft Jugend        | Ladenburg        | 260,0 kg  | 1     | 113,0 kg | 1     | 147,0 kg | 1     | bis 69 kg      |
| 2010 | Dt. Meisterschaft Herren        | Chemnitz         | 266,0 kg  | 7     | 116,0 kg | 4     | 150,0 kg | 3     | bis 69 kg      |
| 2010 | Dt. Meisterschaft Junioren      | Chemnitz         | 266,0 kg  | 2     | 116,0 kg | 2     | 150,0 kg | 2     | bis 69 kg      |
| 2011 | Europameisterschaften           | Bukarest         | 288,0 kg  | 2     | 125,0 kg | 12    | 155,0 kg | 9     | bis 69 kg      |
| 2011 | Dt. Meisterschaft               | Forst            | 273,0 kg  | 2     | 118,0 kg | 1     | 155,0 kg | 1     | bis 69 kg      |
| 2012 | Dt. Meisterschaft Herren        | Roding           | 294,0 kg  | 3     | 130,0 kg | 3     | 164,0 kg | 3     | bis 69 kg      |
| 2012 | Dt. Meisterschaft Junioren      | Roding           | 294,0 kg  | 1     | 130,0 kg | 1     | 164,0 kg | 1     | bis 69 kg      |
| 2012 | Europameisterschaften           | Eilat            | 296,0 kg  | 6     | 131,0 kg | 7     | 165,0 kg | 6     | bis 69 kg      |
| 2013 | Internationales Turnier         | Meißen           | 316,0 kg  | 6     | 140,0 kg | 1     | 167,0 kg | 1     | bis 77 kg      |
| 2013 | Nationales Turnier              | Forst            | 305,0 kg  | 2     | 135,0 kg | 2     | 175,0 kg | 2     | bis 73 kg      |
| 2014 | Internationales Turnier         | San Marino       | 340,0 kg  | 1     | 150,0 kg | 1     | 190,0 kg | 1     | bis 77 kg      |
| 2014 | Nationales Turnier              | Mutterstadt      | 305,0 kg  | 1     | 143,0 kg | 1     | 173,0 kg | 21    | relativ kg     |
| 2014 | Internationales Turnier         | Meißen           | 331,0 kg  | 3     | 151,0 kg | - *   | 180,0 kg | - *   | relativ kg     |
| 2014 | Dt. Meisterschaft               | Obrigheim        | 325,0 kg  | 1     | 145,0 kg | 1     | 180,0 kg | 1     | bis 77 kg      |
| 2014 | Weltmeisterschaft               | Almaty           | 330,0 kg  | 14    | 150,0 kg | 11    | 180,0 kg | 16    | bis 77 kg      |
| 2014 | Europameisterschaften           | Limassol         | 337,0 kg  | 2     | 152,0 kg | 1     | 185,0 kg | 2     | bis 77 kg      |
| 2015 | Dt. Meisterschaft               | Chemnitz         | 330,0 kg  | 2     | 145,0 kg | 1     | 185,0 kg | 2     | bis 85 kg      |
| 2015 | Weltmeisterschaften             | Houston          | 339,0 kg  | 11    | 150,0 kg | 20    | 189,0 kg | 9     | bis 77 kg      |
| 2016 | Europameisterschaften           | Førde            | 336,0 kg  | 8     | 150,0 kg | 10    | 186,0 kg | 7     | bis 77 kg      |
| 2016 | Internationales Turnier         | Heidelberg       | 336,0 kg  | 2     | 150,0 kg | - *   | 186,0 kg | - *   | relativ kg     |
| 2016 | Dt. Meisterschaft               | Plauen           | 318,0 kg  | 1     | 141,0 kg | 1     | 177,0 kg | 1     | bis 77 kg      |
| 2017 | Europameisterschaften           | Split            | 344,0 kg  | 5     | 156,0 kg | 4     | 188,0 kg | 5     | bis 77 kg      |
| 2017 | Internationales Turnier         | Meißen           | 343,0 kg  | 1     | 155,0 kg | - *   | 188,0 kg | - *   | relativ kg     |
| 2017 | Dt. Meisterschaft               | Speyer           | 318,0 kg  | 1     | 148,0 kg | 1     | 185,0 kg | 1     | bis 77 kg      |
| 2017 | Weltmeisterschaften             | Anaheim          | 334,0 kg  | 11    | 149,0 kg | 13    | 185,0 kg | 11    | bis 77 kg      |
| 2018 | Weltmeisterschaften             | Ashgabat         | 339,0 kg  | 12    | 154,0 kg | 15    | 185,0 kg | 15    | bis 81 kg      |
| 2019 | Internationales Turnier         | Teheran          | 338,0 kg  | 4     | 153,0 kg | 3     | 185,0 kg | 5     | bis 81 kg      |
| 2019 | Europameisterschaften           | Batumi           | 341,0 kg  | 9     | 154,0 kg | 8     | 187,0 kg | 9     | bis 81 kg      |
| 2019 | Internationales Turnier         | Meißen           | 329,0 kg  | - *   | 147,0 kg | - *   | 182,0 kg | - *   | relativ kg     |
| 2019 | Weltmeisterschaften             | Pattaya          | 327,0 kg  | 14    | 147,0 kg | 12    | 180,0 kg | 14    | bis 73 kg      |
| 2019 | Dt. Meisterschaft               | Obrigheim        | 335,0 kg  | 1     | 150,0 kg | 1     | 185,0 kg | 1     | bis 81 kg      |
| 2020 | Internationales Turnier         | Malta            | 320,0 kg  | 2     | 145,0 kg | 2     | 175,0 kg | 2     | bis 73 kg      |
| 2021 | Europameisterschaften           | Moskau           | 330,0 kg  | 6     | 145,0 kg | 9     | 185,0 kg | 1     | bis 73 kg      |